# Polens parlamentsvalg 2019
Polens parlamentsvalg 2019 blev afholdt 13. oktober 2019. Alle 460 pladser i Sejm samt alle 100 pladser i senatet var på valg. Det regerende parti, Lov og Retfærdighed (PiS) beholdt sit flertal i Sejmen, men mistede sit flertal i senatet til oppositionen.
Med 43,6% af stemmerne fik Lov og Retfærdighed den højeste stemmeandel siden Polen vendte tilbage til demokrati i 1989. Valgdeltagelsen var med 61,7% den højeste for et parlamentsvalg siden det første frie valg efter kommunismens fald i 1989.  For første gang siden 1989 kontrollerer det regerende parti et hus (Sejmen) og oppositionen kontrollerer det andet (Senatet).

## Fodnoter
1. ↑  Borgerplatformen og Modernes resultat
2. ↑  Lewica Razem og Razems resultat
3. ↑  Polens Folkeparti og Kukiz'15s resultat
4. ↑  KORWiN og partiet Må Gud velsigne dig!'s, (som fik et resultat på under den 5% spærregrænse) resultat.
5. ↑  Den tyske minoritetsvalgkomité er kun medlem af Opole valgkreds, og som et etnisk minoritets valgudvalg er de ikke forpligtet til at nå spærregrænsen for at sende medlemmer til Sejm